# Alon Yefet
Alon Yefet (født 1. september 1972, hebraisk: אלון יפת) er en israelsk fodbolddommer. Yefet er den første israeler til at dømme i UEFA Champions League. Han har  dømt én kamp i UEFA Champions League og 12 kampe i UEFA Europa Leagueen
Yefet blev FIFA-dommer i 2001. Han har dømt i kvalifikationskampene til VM I 2006, 2010,, 2014 og 2018.